# العلاقات الأوكرانية السلوفينية
العلاقات الأوكرانية السلوفينية هي العلاقات الثنائية التي تجمع بين أوكرانيا وسلوفينيا.

## مقارنة بين البلدين
هذه مقارنة عامة ومرجعية للدولتين:
| وجه المقارنة                                              | أوكرانيا                                   | سلوفينيا                                                      |
| --------------------------------------------------------- | ------------------------------------------ | ------------------------------------------------------------- |
| المساحة (كم2)                                             | 603.63 ألف                                 | 20.27 ألف                                                     |
| عدد السكان (نسمة)                                         | 45.55 مليون                                | 2.07 مليون                                                    |
| الكثافة السكانية (ن./كم²)                                 | 75.46                                      | 102.12                                                        |
| العاصمة                                                   | كييف                                       | ليوبليانا                                                     |
| اللغة الرسمية                                             | اللغة الأوكرانية                           | اللغة السلوفينية، اللغة الإيطالية، لغة مجرية                  |
| العملة                                                    | هريفنا أوكرانية، كاربوفانيتس، روبل سوفييتي | يورو، تولار سلوفيني                                           |
| الناتج المحلي الإجمالي (بليون دولار)                      | 112.15 مليار                               | 48.77 مليار                                                   |
| الناتج المحلي الإجمالي (تعادل القوة الشرائية) بليون دولار | 352.98 مليار                               | 66.01 مليار                                                   |
| الناتج المحلي الإجمالي الاسمي للفرد دولار أمريكي          | 2.11 ألف                                   | 20.73 ألف                                                     |
| الناتج المحلي الإجمالي للفرد دولار أمريكي                 | 8.66 ألف                                   | 30.40 ألف                                                     |
| مؤشر التنمية البشرية                                      | 0.747                                      | 0.880                                                         |
| رمز المكالمات الدولي                                      | +380                                       | +386                                                          |
| رمز الإنترنت                                              | .ua، .укр ‏                                 | .si                                                           |
| المنطقة الزمنية                                           | ت ع م+02:00، ت ع م+03:00، توقيت شرق أوروبا | توقيت وسط أوروبا، ت ع م+01:00، ت ع م+02:00، أوروبا/ليوبليانا ‏ |

## منظمات دولية مشتركة
يشترك البلدان في عضوية مجموعة من المنظمات الدولية، منها:
| علم المنظمة | اسم المنظمة                               | تاريخ انضمام أوكرانيا | تاريخ انضمام سلوفينيا |
| ----------- | ----------------------------------------- | --------------------- | --------------------- |
|             | وكالة ضمان الاستثمار متعدد الأطراف        | 19 يوليو 1994         | 19 مارس 1993          |
|             | الأمم المتحدة                             | 24 أكتوبر 1945        | 22 مايو 1992          |
|             | الفريق المعني برصد الأرض                  | ?                     | ?                     |
|             | منظمة حظر الأسلحة الكيميائية              | ?                     | ?                     |
|             | منظمة التجارة العالمية                    | 16 مايو 2008          | ?                     |
|             | منظمة الشرطة الجنائية الدولية             | ?                     | ?                     |
|             | منظمة الأمن والتعاون في أوروبا            | 30 يناير 1992         | 24 مارس 1992          |
|             | مؤسسة التنمية الدولية                     | 27 مايو 2004          | 25 فبراير 1993        |
|             | يونسكو                                    | 12 مايو 1954          | 27 مايو 1992          |
|             | مجلس أوروبا                               | 9 نوفمبر 1995         | ?                     |
|             | الاتحاد البريدي العالمي                   | ?                     | ?                     |
|             | البنك الدولي للإنشاء والتعمير             | 3 سبتمبر 1992         | 25 فبراير 1993        |
|             | اتفاقية السماوات المفتوحة                 | ?                     | ?                     |
|             | المنظمة الهيدروغرافية الدولية             | ?                     | ?                     |
|             | الاتحاد الدولي للاتصالات                  | 7 مايو 1947           | 16 يونيو 1992         |
|             | مؤسسة التمويل الدولية                     | 18 أكتوبر 1993        | 25 فبراير 1993        |
|             | المنظمة الأوروبية لسلامة الملاحة الجوية   | 2004                  | 1995                  |
|             | المركز الدولي لتسوية المنازعات الاستشارية | 7 يوليو 2000          | 6 أبريل 1994          |
|             | مجموعة أستراليا                           | 2005                  | 2004                  |
|             | مجموعة الموردين النوويين                  | ?                     | ?                     |

## وصلات خارجية
- موقع وزارة الخارجية الأوكرانية
- موقع وزارة الخارجية السلوفينية